# مصطفى الكرد
مصطفى الكرد (1945- 2024) هو موسيقي ومسرحي فلسطيني، ولد في مدينة القدس ومن مؤسسي مسرح الحكواتي المقدسي، شغل منصب مدير دائرة الموسيقى في هيئة الإذاعة والتلفزيون الفلسطيني، وشغل منصب مدير مركز القدس للموسيقى العربية.

## مسيرته الفنية
بدأ الكُرد دراسة آلة العود عام 1962، وتميز بأسلوبه الفني الملتزم في الغناء. عام 1970 شارك في تأسيس معهد القدس للفنون والمسرح، اعتقل الكرد عام 1976، وبعد إخلاء سبيله غادر البلاد إلى المنفى، عزف وغنى مجموعات شعرية لسميح القاسم، ومحمود درويش، وخليل توما، وراشد حسين. كما ألف ولحن الموسيقى التصويرية للعديد من المسرحيات الفلسطينية. وفي عام 1970 شاركَ الكُرد في تأسيس معهد القدس للفنون والمسرح، في عام 1974 أصدر مكتب صلاح الدّين في القدس أوّل أسطوانة للكُرد، وكان في ذات الوقت يعمل في جامعة بيت لحم مسؤولًا للأنشطة غير المنهجيّة.
تعرض للإعتقال الإداري في عام 1976، وغادر فلسطين بعد الإفراج عنه وعاش بين بيروت وألمانيا بين الأعوام 1976 و1985، وكانَ بين الأعوام 1980 وحتى 1983 ضيفًا مُشاركًا في كليّة العلوم الموسيقيّة في جامعة برلين الحُرّة.

## مشاركاته الفنية
قدم في أوروبا الكثير من العروض الموسيقية في إحتفالات الطلاب والعاملين وجماعات التضامن العربية، وبعض مهرجانات الموسيقى السياسية مثل:
- مهرجان برلين للأغاني السياسية في شرق برلين.
- مهرجان الموسيقى الشعبية في فانكوفر.
- مهرجان رودولشتات الشعبي.
- مهرجان مودينا.

عاد إلى فلسطين عام 1986 وأسّس قسم الموسيقى في مسرح «الحكواتي»، الذي تحول في عام 1992 إلى قسم الموسيقى في مركز القُدس للموسيقى العربيّة.
شَغلَ في عام 1992 مدير الدّائرة الموسيقيّة في مجلس الفنّ الأعلى في القُدس، وبعد تأسيس السلطة الفلسطينية في عام 1994 شغل منصب مدير دائرة الموسيقى في هيئة الإذاعة والتّلفزيون الفلسطيني، ويشغل اليوم مديرًا لمركز القُدس للموسيقى العربيّة.

## أعماله
سجل أولى أسطواناته في عام 1974 في مكتب صلاح الدين، بالتعاون مع فرقة المسرح الفلسطيني «البلالين» التي تعاون معها في السبعينيات ضمت هذه الأسطوانة أغنيات من كلماته، وواحدة من أشعار كمال ناصر. من أغنيات تلك الفترة اغنيات «أنا فلاح»، «الجلاد» (كلمات كمال ناصر)، «المحراث»، و«بيت اسكاريا»، و«البحارة» وصدرت لاحقا في فرنسا.
سجل في أوروبا عدة أغنيات، من بينها «بدون جواز سفر» (كلمات راشد حسين)، وقد سجلت الأغنية على الهواء مباشرة خلال مهرجان اليوروفيجن البديلة (بالفرنسية: Contr’Eurovision)‏ عام 1979 في بروكسل، كما غنى مع مؤلفي أغان سياسيين من أمثال الموسيقار اليوناني ميكيس ثيودوراكيس، وفرقة إينتي إيليماني التشيلية، والمغنية والناشطة الجنوب-إفريقية ميريام ماكيبا، والبرتغالي خوسيه أفونسو، والأمريكي بيت سيغر.
مع اندلاع الانتفاضة الفلسطينية في عام 1987 أصدر مجموعة أغاني «أطفال الانتفاضة»، وتضم هذه المجموعة أغنية «حجر وبصل ودلو من الماء».
أصدر مجموعة أناشيد «دورة القدس» المكرسة لمدينة القدس قدّمت للمرة الأولى في صيف 1990 في حفل موسيقي في دير الكنيسة اللوثرية في البلدة القديمة خلال صيف عام 1990، وأصدر في عام 1993 في سويسرا مجموعة أغاني «فوانيس»، بالاشتراك مع مجموعة من الموسيقيين السويسريين والفلسطينيين.
ألّف مصطفى الكرد وأنتج الموسيقى لعدة أفلام، منها وثائقي مصطفى أبو علي «تل الزعتر» (1977)، وموسيقى فيلم «الصبار» لباتريك بورغه (2000) ولعدة مسرحيات، منها مسرحية الحكواتي «ألف ليلة وليلة»، و«قاذف الحجر» (1982)، وأوبريت «عنتر».[بحاجة لمصدر]

### إصدارات موسيقية
من إصداراته الموسيقية:
- مصطفى الكرد وفرقة البلالين (1976).
- فلسطين، حبي (1977).
- أحلم بالغد (1980).
- صوت من فلسطين (1980).
- أطفال من فلسطين (1992).
- فوانيس (1993).
- المدّاح (2009).